# Eriostethus chinensis
Eriostethus chinensis là một loài tò vò trong họ Ichneumonidae.